# Eduardo Quintero (kubański zapaśnik)
Eduardo Quintero Verdecia (ur. 28 listopada 1950) – kubański zapaśnik walczący w stylu wolnym. Olimpijczyk z Monachium 1972, gdzie zajął szesnaste miejsce w wadze lekkiej.
Triumfator igrzysk Ameryki Środkowej i Karaibów w 1974 roku.

## Letnie Igrzyska Olimpijskie 1972
| Konkurencja | Eliminacje          | Eliminacje          | Eliminacje              | Klas. końcowa |
| Konkurencja | Przeciwnik I        | Przeciwnik II       | Przeciwnik III          | Miejsce       |
| ----------- | ------------------- | ------------------- | ----------------------- | ------------- |
| -68 kg      | Gabriel Ruz (MEX) Z | Josef Engel (TCH) P | Ismaił Juseinow (BGR) P | 16.           |